# Мокша (філософія)
Мо́кша (санскр. मोक्ष, mokṣa IAST), також вімокша, вімукті, мукті — в індійській філософії звільнення від самсари (сансара), циклу народжень, страждань та обмежень цього світу. Термін мокша схожий на термін нірвана в буддизмі. Мокша — це найвищий моральний рівень досконалості, після досягнення якого призупиняється еволюція душі (припиняється вплив на неї карми)